# 関口和一
関口 和一（せきぐち わいち、1959年 - ）は、日本の新聞記者、ニュースコメンテーター、IT調査コンサルティング会社代表。株式会社日本経済新聞社客員編集委員。国際大学GLOCOM客員教授。株式会社ＭＭ総研代表取締役所長。
株式会社日本経済新聞社ワシントン支局特派員、産業部編集委員、論説委員、『日経サテライトニュース』キャスター、『NIKKEI×BS LIVE 7PM』進行役、NHK国際放送コメンテーター、東京大学大学院客員教授、法政大学ビジネススクール客員教授などを歴任した。

## 来歴

### 生い立ち
埼玉県生まれ。埼玉県立浦和高等学校を経て、1982年、一橋大学法学部を卒業し日本経済新聞社に入社。1988年、フルブライト研究員として米国に留学・ハーバード大学国際問題研究所客員研究員。

### 新聞記者として
1989年、英文日経（Nikkei Weekly）キャップを経て1990年から1994年までワシントン支局特派員。日本へ帰国後は電機業界担当キャップなどを経て、1996年より産業部編集委員。
2000年から論説委員を兼ね、主に情報通信分野を担当。06年より法政大学大学院イノベイーション・マネジメント研究科客員教授。2008年から国際大学GLOCOM客員教授。2015年から東京大学大学院情報学環客員教授。一橋大学、早稲田大学メディアネットワークセンター、明治大学経営学部などの非常勤講師も兼ねる。著書に『パソコン革命の旗手たち』『情報探索術』（以上、日本経済新聞社刊）、共著に『サイバースペース革命』『サイバービジネス最前線』（以上、日本経済新聞社刊）、『モダンタイムス2001』（日経BP社刊）、『REIMAGINING JAPAN』（VIZ Media刊）、『未来を創る情報通信政策』（NTT出版刊）、『日本の未来について話そう』（小学館刊）など。日米学生会議OB。2012年4月からBSジャパン『NIKKEI×BS LIVE 7PM』の火曜日MC。
現在は情報通信研究機構（NICT）アドバイザリーコミッティ委員、JPCERT/CC事業評価委員会委員長、第5世代モバイル推進フォーラム（5GMF）顧問、NPO法人ブロードバンドアソシエーション顧問、大学基準協会経営系専門職大学院認証評価委員会委員などを務める。

## 略歴
- 1959年 - 埼玉県にて誕生。
- 1982年 - 一橋大学法学部卒業。
- 1982年 - 日本経済新聞社入社。
- 1982年 - 日本経済新聞社編集局流通経済部配属。
- 1988年 - ハーバード大学国際問題研究所フルブライト客員研究員。
- 1989年 - 『英文日経』マクロ経済担当キャップ。
- 1990年 - 日本経済新聞社ワシントン支局特派員。
- 1994年 - 日本経済新聞社編集局産業部電機担当キャップ。
- 1995年 - 『日経産業新聞』「サイバースペース革命」企画担当キャップ。
- 1996年 - 日本経済新聞社産業部編集委員。
- 1997年 - 『日経サテライトニュース』キャスター。
- 1997年 - 早稲田大学メディアネットワークセンター講師。
- 1997年 - 郵政省国際戦略問題研究会委員。
- 1997年 - 科学技術庁科学技術戦略検討会委員。
- 1998年 - 明治大学経営学部講師。
- 1998年 - 通商産業省産業構造審議会知的財産政策部会委員。
- 1998年 - 通商産業省超先端電子技術開発促進事業評価委員会委員。
- 1999年 - 文化庁著作権審議会専門委員。
- 2000年 - 日本経済新聞社論説委員。
- 2002年 - 国土交通省ITS基本戦略検討会委員。
- 2002年 - 総務省IT化戦略研究会委員。
- 2002年 - 経済産業省情報家電ブロードバンドIT戦略研究会委員。
- 2002年 - 社会経済生産性本部情報化推進国民会議委員。
- 2003年 - 総務省分権化社会地方行政組織運営刷新研究会委員。
- 2003年 - 総務省携帯電話ナンバーポータビリティ研究会委員。
- 2003年 - 経済産業省スピンオフ研究会委員。
- 2004年 - 総務省携帯電話周波数有効活用検討会委員。
- 2004年 - 総務省電子政府・自治体有識者懇談会委員。
- 2004年 - 総務省全国均衡ブロードバンド基盤整備研究会委員。
- 2004年 - 情報セキュリティ大学院大学アドバイザリーボード委員。
- 2005年 - 内閣官房セキュリティ文化専門委員会委員。
- 2006年 - 法政大学大学院イノベイーション・マネジメント研究科客員教授。
- 2006年 - 経産省情報セキュリティ基本問題委員会委員。
- 2007年 - 総務省ICT国際競争力会議専門委員。
- 2007年 - 経産省コンピュータセキュリティ早期警戒体制整備（現 JPCERT/CC）事業評価委員会委員
- 2007年 - CEATECアワード審査委員
- 2008年 - 国際大学グローバル・コミュニケーション・センター客員教授。
- 2009年 - 総務省ICT政策タスクフォース委員。
- 2009年 - 国立国会図書館納本制度審議会委員。
- 2009年 - NHK国際放送『Nikkei Japan Report』コメンテーター
- 2010年 - 文部科学省学校教育情報化懇談会委員。
- 2010年 - 文科省HPCI 計画推進委員会委員。
- 2010年 - 産業技術総合研究所（AIST）運営諮問委員会委員。
- 2011年 - 総務省情報通信審議会研究開発戦略委員会構成員。
- 2011年 - 経産省産業構造審議会情報経済分科会委員。
- 2011年 - 警察庁総合セキュリティ対策会議委員。
- 2011年 - 情報通信研究機構（NICT）運営諮問委員会委員。
- 2012年 - BS Japan『NIKKEI×BS LIVE 7PM』進行役。
- 2012年 - 経産省情報セキュリティ技術評価委員会委員。
- 2014年 - 総務省電波政策ビジョン懇談会構成員
- 2014年 - 大学基準協会経営系専門職大学院認証評価委員会委員
- 2015年 - 東京大学大学院情報学環セキュア情報化社会研究グループ客員教授。
- 2016年 - 内閣府総合科学技術・イノベーション会議評価専門調査会委員。
- 2017年 - 総務省電波有効利用成長戦略懇談会構成員。

- 2019年 - 株式会社ＭＭ総研代表取締役所長就任。
- 2020年 - 内閣官房ニューノーマル時代のＩＴの活用に関する懇談会構成員。